# 五王四郎
五王 四郎（ごう しろう、1947年5月31日 - ）は、日本の男性俳優、声優。東京都出身。プロダクション・タンク所属。身長175cm、体重75kg。本名、旧芸名及び本名は荻原 郁三（おぎはら いくぞう）。

## 来歴
関西芸術座に30年間所属していた。
デビューから1990年代までは本名である荻原郁三名義で活動していたが、2000年代から現在の五王四郎名義に改名。ただし、自身が主演の映画では本名でクレジットされている。

## 人物
俳優としては時代劇や刑事ドラマで地位の高い役柄を比較的多く演じている。また独特な渋みのある声質で、声優としても吹き替えを中心に活躍している。
特技は柔道（初段）。

## 出演作品（俳優）

### テレビドラマ
- バブル
- オヤジ探偵8話
- 京都迷宮案内3 9話
- 京都祇園殺人事件
- 京極夏彦 第3回「怪〜赤面ゑびす」（WOWOW）
- 痛快!河内山宗俊 第14話「鉄火肌一番まとい」（1975年、フジテレビ / 勝プロダクション） - い組・吉松
- 夫婦旅日記 さらば浪人 第5話「母の峠路」（1976年、フジテレビ / 映像京都）
- 新・座頭市 第1シリーズ 第5話「牢破りいそぎ旅」（1976年、フジテレビ / 勝プロダクション） - 捕方
- 必殺シリーズ（朝日放送 / 松竹）
  - 必殺仕置屋稼業 第12話「一筆啓上 魔性が見えた」（1975年） - 手下
  - 必殺からくり人・血風編
    - 第1話「魔窟に潜む紅い風」（1976年） - 客
    - 第7話「恨みに棹さす紅い精霊舟」（1976年） - 供侍

  - 新・必殺仕置人 第22話「奸計無用」（1977年） - 金工夫
  - 新・必殺仕事人
    - 第37話「主水娘と同居する」（1982年） - 熊
    - 第49話「主水三味線にビクビクする」（1982年） - 銀次

  - 必殺仕事人IV 第29話「主水せんとりつの葬式を出す」（1984年） - 忠七
  - 必殺仕事人V・激闘編
    - 第1話「殺しの番号壱弐参」（1985年） - 用人
    - 第10話「主水 雀の丸焼きを食べる」 - 佐沼

  - 必殺まっしぐら!
    - 第2話「相手は京の欲ボケ貴族」（1986年） - 所司代役人
    - 第10話「相手は草津温泉の乗っ取り男」（1986年）-金次

  - 必殺仕事人V・風雲竜虎編 第2話「将軍の初恋騒動!」（1987年） - 宮内
- 壬生の恋歌（1983年 NHK）- 平山五郎
- 西部警察 PART-III 第48話「激追!! 地を走る3億ドル -大阪・神戸篇-」（1984年、ANB / 石原プロ）
- 土曜ワイド劇場 京都殺人案内 第13作「現代忠臣蔵事件」（1987年、テレビ朝日） - 志村亮吉
- 年末時代劇スペシャル 大岡政談・魔像（1989年、フジテレビ / 松竹）
- 鬼平犯科帳（フジテレビ / 松竹）
  - 第1シリーズ 第15話「泥鰌の和助始末」（1989年）
  - 第4シリーズ 第9話「霧の七郎」（1992年）
- 付き馬屋おえん事件帳 第4話「かまいたちの牙」（1990年、テレビ東京 / 松竹）
- 鞍馬天狗（1990年、テレビ東京）
  - 第30話「父子誓いの鯉のぼり」 - 根岸半次郎
  - 第51話「誠・新撰組 最後の血戦」
- 闇を斬る!大江戸犯科帳（1993年、日本テレビ / 東映）
  - 第5話「悲しい嘘」 - 南町同心 木崎
  - 第16 - 18話 - 若年寄
- 七衛門の首（1993年、フジテレビ / 映像京都）
- 金田一耕助シリーズ「三つ首塔」（1993年、TBS / 東阪企画） - 語り
- 江戸の用心棒 第2話「そば一杯の用心棒」（1994年、日本テレビ） - 同心
- 御家人斬九郎 第3シリーズ 第3話「姉上」（1997年、フジテレビ / 映像京都） - 仁左衛門 役
- 水戸黄門（TBS / C.A.L）
  - 第29部 第7話「笛の音哀しき上意討ち -伊勢-」（2001年5月14日） - 細井大炊助 役
  - 第31部 第4話「お娟にぞっこん！親父と息子 -掛川-」（2002年11月4日） - 三木仁兵衛 役
- 愛の家（2003年、NHK総合）
- 忠臣蔵〜決断の時（2003年、テレビ東京） - 安井彦右衛門
- 大奥（2003年、フジテレビ） - 阿部政弘 役
- 八丁堀の七人 第4シリーズ 第4話（2003年、テレビ朝日） - 蓬莱屋 嘉平 役
- 暴れん坊将軍シリーズ（テレビ朝日）
  - 暴れん坊将軍VIII 第15話「買われたお姫様の秘密」（1998年） - 井上但馬守 役
  - 暴れん坊将軍X
    - 第7話「襲われたお見合い! 家出姫の危ない決断」（2000年） - 藤森采女正
    - 第25話「狙われた琉球! 美しき姫の舞に隠された涙」（2000年） - 琉球藩主 慶良間良源 役

  - 暴れん坊将軍XII 第1話「美しき狙撃者! 和歌山城燃ゆ!!」（2002年7月8日） - 佐々木吾市 役
- NHK連続テレビ小説 まんてん（2002年 - 2003年、NHK） - 部長
- ケータイ刑事銭形泪 第2シリーズ 第19話（2004年、BS-i）
- 木曜ミステリー 女刑事みずき〜京都洛西署物語〜 第5回（2005年、テレビ朝日） - 吉岡邦彦 役
- 幸せになりたい! 第1話（2005年、TBS）
- 相棒シリーズ（テレビ朝日）
  - season2 第18話「ピルイーター」（2004年） - 警視庁総務部長・村井 役
  - season5 最終話「サザンカの咲く頃」（2007年） - 防衛省総務部長・佐々木勝久 役
  - season6 第4話「TAXI」（2007年） - 日生交通管理部長 役
  - season11 第1話「聖域」（2012年） - 警視庁総務部長・田中靖 役
- 時効警察 第6話「恋の時効は2月14日であるか否かはあなた次第」、第7話「主婦が裸足になる理由をみんなで考えよう!」（2006年、テレビ朝日） - 署長 役
- きらきら研修医 第1話（2007年、TBS） - 内科医 役
- どんど晴れ（2007年、NHK-BSプレミアム）
- 有閑倶楽部 第5話（2007年、日本テレビ） - 剣菱グループ重役
- 大河ドラマ
  - 風林火山（2007年） - 小笠原家臣 役
  - 篤姫（2008年） - 西郷吉兵衛 役
- 官僚たちの夏 第7話（2009年、TBS）
- ふたつのスピカ（2009年） - 議員 役
- 桜蘭高校ホスト部 第4話（2011年8月12日） - 宝積寺れんげの父親 役
- 隠蔽捜査 第10話（2014年3月17日） - 中丸真造 役
- 影武者徳川家康（2014年、テレビ東京） - 片桐且元 役
- 警部補・杉山真太郎〜吉祥寺署事件ファイル 第6話（2015年2月16日） - 江本宗明・代議士 役
- 仮面ライダードライブ 第34話（2015年6月14日、テレビ朝日） - 重田静夫 役
- 結婚式の前日に（2015年、TBS） - 広瀬国会議員 役
- マリオ〜AIのゆくえ〜（2018年、NHK-Eテレ）

### 映画
- 梟の城（1999年、東宝）
- どら平太（2000年、東宝）
- 難波金融伝ミナミの帝王 劇場版PARTXVII プライド（2001年） - 佐藤運送社長 役
- HINOKIO（2005年、松竹） - ヒノキオ
- 相棒 -劇場版II- 警視庁占拠! 特命係の一番長い夜（2010年、東映） - 警視庁総務部長・田中靖 役
- 荻原郁三、六十三才。（2014年） - 荻原郁三 役 ※主演
- 劇場版 新・ミナミの帝王 THE KING OF MINAMI（2016年）

### オリジナルビデオ
- 首領への道 第1話 - 第6話、第9話、第10話（1998年 - 2005年、GPミュージアム） - 藤井武市
  - 第19話 完結編（2002年） - 若頭 長持辰也
- 難波金融伝ミナミの帝王・12「消えない傷跡」（1999年、ケイエスエス）
- 実録・関東やくざ戦争2 修羅の代紋（2004年、GPミュージアム）

### バラエティ
- その時歴史が動いた 再現ドラマ 第98回「平民宰相 原敬暗殺〜くじかれた改革の夢〜」（2002年） - 原敬 役

### CM
- 湖池屋 頑固あげポテト 1周年記念CM - 釜田揚太郎 役
- スタッフサービス
- キリンビール
- 産経新聞
- 日本たばこ産業

### 舞台
- 関西芸術座「ビート・キッズ」（2001年） - 声の出演
- 創造集団生活向上委員会
  - 第6回公演「ザ・サラリーマン5 憤の一字や、おとこの花道」（1999年）
  - 第7回公演「米国第51番州ニッポンになりた〜い!」（2000年）
  - 第10回公演「アメリカ第51番州ニッポン」（2004年）

## 出演作品（声優）

### テレビアニメ
1982年
- じゃりン子チエ（ソムデン・ポチョムキッド）

1992年
- チエちゃん奮戦記 じゃりン子チエ（鉄板男、子分A）

2003年
- プラネテス（司令）

2005年
- SPEED GRAPHER（溝ノ口）
- フルメタル・パニック! The Second Raid（マレス大佐）

2006年
- 史上最強の弟子ケンイチ（覆面レスラー）
- 焼きたて!!ジャぱん（角須）

2007年
- この青空に約束を― 〜ようこそつぐみ寮へ〜（星野一誠）

2008年
- コードギアス 反逆のルルーシュR2（アプソン将軍）
- ゴルゴ13（2008年 - 2009年、テッド・オブライエン、DIA指揮官）
- 獣神演武 -HERO TALES-（慶賓）
- ポルフィの長い旅（ロッコ）

2009年
- FAIRY TAIL（カービィ・メロン）
- 名探偵コナン（2009年 - 2022年、城山数馬、須貝絡利、樽岡利英、抜谷士道、天竜一郎）

2010年
- COBRA THE ANIMATION（竜）
- スティッチ! 〜ずっと最高のトモダチ〜（宇宙警察官）
- ドラえもん（テレビ朝日版第2期）（空き巣）
- 忍たま乱太郎（2010年 - 2021年、船主、侍大将、皆本武衛〈2代目〉）

2011年
- 青の祓魔師（ドクター）

2013年
- クレヨンしんちゃん（おじさん）

2014年
- キャプテン・アース（サー・ドギー / プロフェッサー・カニス）

2015年
- 赤髪の白雪姫（キハルの祖父）

2016年
- 文豪ストレイドッグス（2016年 - 2019年、先代ポートマフィア首領） - 2シリーズ

2018年
- 多田くんは恋をしない（ナレーション）

2020年
- ジビエート（道山）
- GREAT PRETENDER（ダニー）

2021年
- ログ・ホライズン 円卓崩壊（エレイヌス）

2023年
- 呪術廻戦 懐玉・玉折/渋谷事変（総監部）

2024年
- 七つの大罪 黙示録の四騎士

### OVA
- 装甲騎兵ボトムズ ペールゼン・ファイルズ（2007年、ノイドート、浄化委員）
- 名探偵コナン MAGIC FILE2 工藤新一 謎の壁と黒ラブ事件（2008年、源氏山刑事）
- 名探偵コナン MAGIC FILE3 新一と蘭・麻雀牌と七夕の思い出（2009年、雀荘の主人）

### ゲーム
2000年代
- ラスト レムナント（2008年、ゴール）
- テイルズ オブ ヴェスペリア（2008年、執政官）
- リトルアンカー（2009年、ボリス・ベリンスキー）

2010年代
- Kinect: ディズニーランド・アドベンチャーズ（2011年、ブルース）
- 幻影異聞録♯FE（2015年、ジェイガン）
- ファイアーエムブレム ヒーローズ（2017年、ジェイガン）

2020年代
- ETERNAL（2020年、ジュダス大主教）
- 呪術廻戦 戦華双乱（2024年）
- 百英雄伝 (ゴルドウィン）

### 吹き替え

#### 映画（吹き替え）
- 悪魔のいけにえ レザーフェイス一家の逆襲（フーパー保安官〈トム・バリー〉）
- イン・ハー・シューズ
- エスパー
- お熱いのがお好き ※WOWOW追加録音分
- 消えた天使（ボビー・スタイルズ〈レイ・ワイズ〉）
- グラディエーター
- グラン・トリノ（マーティン〈ジョン・キャロル・リンチ〉）
- 恋する宇宙
- 最後の猿の惑星（アルドー〈クロード・エイキンス〉[5]）※フジテレビ版のWOWOW追加録音部分
- ザ・サイト（クレイブ（クレイブ・ハートリー）、刑事、観光客、精神科医）
- ザ・ムーン（バズ・オルドリン〈本人〉）
- ショック・ウェーブ
- 007 オクトパシー（ゴビンダ〈カビール・ベディ〉）※DVD&BD新緑版
- 007 カジノロワイヤル（ル・シッフル〈オーソン・ウェルズ〉）※2016年新録版
- デビル・ハザード（ダンカン〈ビル・モーズリー〉）
- 天使と悪魔（司祭〈エイダン・ブリストフ〉）
- トレマーズ4（ミスター・デコパ〈オーガスト・シェレンバーグ〉、親方）
- パフューム ある人殺しの物語（リシ〈アラン・リックマン〉）
- ビバリーヒルズ・チワワ2（ペドロ〈アーニー・ハドソン〉）
- バンコック・デンジャラス（スラット〈ニラティサイ・カルジャルック〉）
- ファイヤーウォール（ハリー〈ロバート・フォスター〉）
- ファイティングXガール（ストーミー〈ビッグ・ダディ・ウェイン〉）
- フランケンシュタイン
- ブリット（サム・ベネット警部〈サイモン・オークランド〉）※テレビ朝日版WOWOW追加録音部分
- ヘッドハンター（フランクリン〈マイケル・クラーク・ダンカン〉）
- ミレニアム ドラゴン・タトゥーの女（ニルス・ビュルマン弁護士〈ペーター・アンデション〉、ビリエル・ヴァンゲル）
- ミレニアム2 火と戯れる女
- ミレニアム3 眠れる女と狂卓の騎士
- メロディ・タイム
- 屋根部屋のネコ（クン・サンシク）
- リボルバー（ザック〈ヴィンセント・パストーレ〉）
- ワイルドサヴェージ（グレイディ〈ゲイリー・ビジー〉）

#### ドラマ
- iCarly
- I-Land 戦慄の島（ウェルズ所長）
- ER緊急救命室
  - シーズン10 #5（フレディ〈フランク・マクレー〉）
  - シーズン12 #15（バーンズ〈ランス・Ｅ・ニコルズ〉）
  - シーズン13（スミティ〈ラファエル・J・ノーブル〉）
  - シーズン14 #3（ゴールドステイン〈アラン・ワッサーマン〉）
- ヴァイキング 〜海の覇者たち〜（エドマンド司教〈エドモンド・ビショップ〉）
- WITHOUT A TRACE/FBI 失踪者を追え!3 #12（ビースト）
- NCIS 〜ネイビー犯罪捜査班（トーマス・モローNCIS局長〈アラン・デイル〉）※DVD版
- 王女の男（イ・ジュニョン）
- グッド・ワイフ
  - シーズン1 #21 シーズン2 #5（ヴァーノン・ジョーダン〈本人〉）
  - シーズン3 #19（デイモン牧師〈チャールズ・S・ダットン〉）
- グッド・ファイト #6（アンドリュー・ハート〈ロン・カナダ〉）
- クローザー シーズン2 #26（マーティン・デルカ〈デイトン・キャリー〉）
- クリミナル・マインド FBI行動分析課
  - シーズン4 #17（マシュー・ベントン〈ジェームズ・レマー〉）
  - シーズン6 #4（アルフォンソ・ケプラー）
  - シーズン7 #15
  - シーズン8 #7（スコット軍曹〈メシャック・テイラー〉）
- クリミナル・マインド 国際捜査班
- コールドケース7 ザ・ファイナル
- ザ・ソプラノズ 哀愁のマフィア
- ザ・ホワイトハウス シーズン5 #1 #2（グレナレン・ウォーケン下院議長〈ジョン・グッドマン〉）
- CSI:マイアミ2（クリント・ホール）
- SCORPION/スコーピオン（ネモス〈アンソニー・スコーディ〉）
- 孫子兵法（平王）
- 私立探偵ヴァルグ
- ダーク・マテリアルズ/黄金の羅針盤（学寮長〈クラーク・ピータース〉）
- デスパレートな妻たち3 #15
- ナイトライダー NEXT（ローレンス・リバイ〈リチャード・ラウンドトゥリー〉）
- HAWAII FIVE-0
  - シーズン2 #13（オーウェン・サザーランド〈サム・アンダーソン〉）#22（ケンドリックス〈グレン・モーシャワー〉）
  - シーズン6 #23（レオ・ハーシュ〈エリオット・グールド〉）
- バイオニック・ウーマン（ルーダン大統領〈ジュリアン・クリストファー〉）
- ブラザーズ&シスターズ
- 4400 未知からの生還者4 #5
- BONES シーズン3 #10（レニー・フィッツ〈ウィングス・ハウザー〉）
- ミス・マープル4 なぜ、エヴァンズに頼まなかったのか?（ピータース警視〈ウォーレン・クラーク〉）
- ミディアム 霊能者アリソン・デュボア
- 名探偵ポワロ 死者のあやまち（ジョン・マーデル）※NHK版
- 名探偵モンク
  - シーズン4 #12（整備士、上院議員）
  - シーズン7 #9（ポール・ウェルマン〈グレゴリー・A・トンプソン〉）
- Major Crimes 〜重大犯罪課 シーズン3 #5（ラヴィ・マダヴァン参事官〈エリック・アヴァリ〉）
- ラスベガス（バート・ベリンスキー〈スティーヴ・トム〉）
- リゾーリ&アイルズ3

#### アニメ
- アドベンチャー・タイム
- おさるのジョージ（グラス氏）
- デルゴ
- トビアスとライオンのアフリカ大冒険!
- ワクフ（グルガロラグラン）

#### テレビ番組
- ホテル・ヘル2 熱血!再生プロジェクト

### ラジオドラマ
- NHK FMシアター
  - 現代青春文学シリーズ3「自動起床装置」（1991年）
  - 「ひとりで跳べる」（1994年）
- 青春アドベンチャー「永遠の森博物館惑星」（2004年） - ユリウス 役

### ナレーション
- 激闘!オレごはん（東海テレビ）
- 極道の妻たち 死んで貰います（1999年）

### ボイスオーバー
- クラシック・ロイヤルシート（NHK-BS2）
- BS世界のドキュメンタリー（NHK-BS1）
- ロイヤル・スキャンダル 〜エリザベス女王の苦悩〜（2012年、NHK-BSプレミアム）